# Amin Younes
Amin Younes (* 6. August 1993 in Düsseldorf) ist ein deutsch-libanesischer Fußballspieler. Der Offensivspieler steht ab Juli 2024 beim FC Schalke 04 in der 2. Fußball-Bundesliga unter Vertrag. Younes stammt aus der Jugend von Borussia Mönchengladbach und schaffte dort 2012 den Sprung zum Bundesligaspieler. Im Trikot des Ehrendivisionärs Ajax Amsterdam, für den er von 2015 bis 2018 aktiv war, avancierte er 2017 zum deutschen A-Nationalspieler und gewann mit der Mannschaft im selben Jahr den FIFA-Konföderationen-Pokal. Nach zwei Jahren beim SSC Neapel kehrte Younes im Oktober 2020 leihweise zu Eintracht Frankfurt in die Bundesliga zurück und wurde im März 2021 nach starken Leistungen im Verein erneut in die A-Nationalmannschaft berufen. Nachdem er seit Anfang September 2021 vom Trainings- und Spielbetrieb freigestellt war, wurde die Leihe im Januar 2022 beendet.

## Karriere

### Vereine

#### 1997–2014: Vom Jugendspieler zum Profi in Mönchengladbach

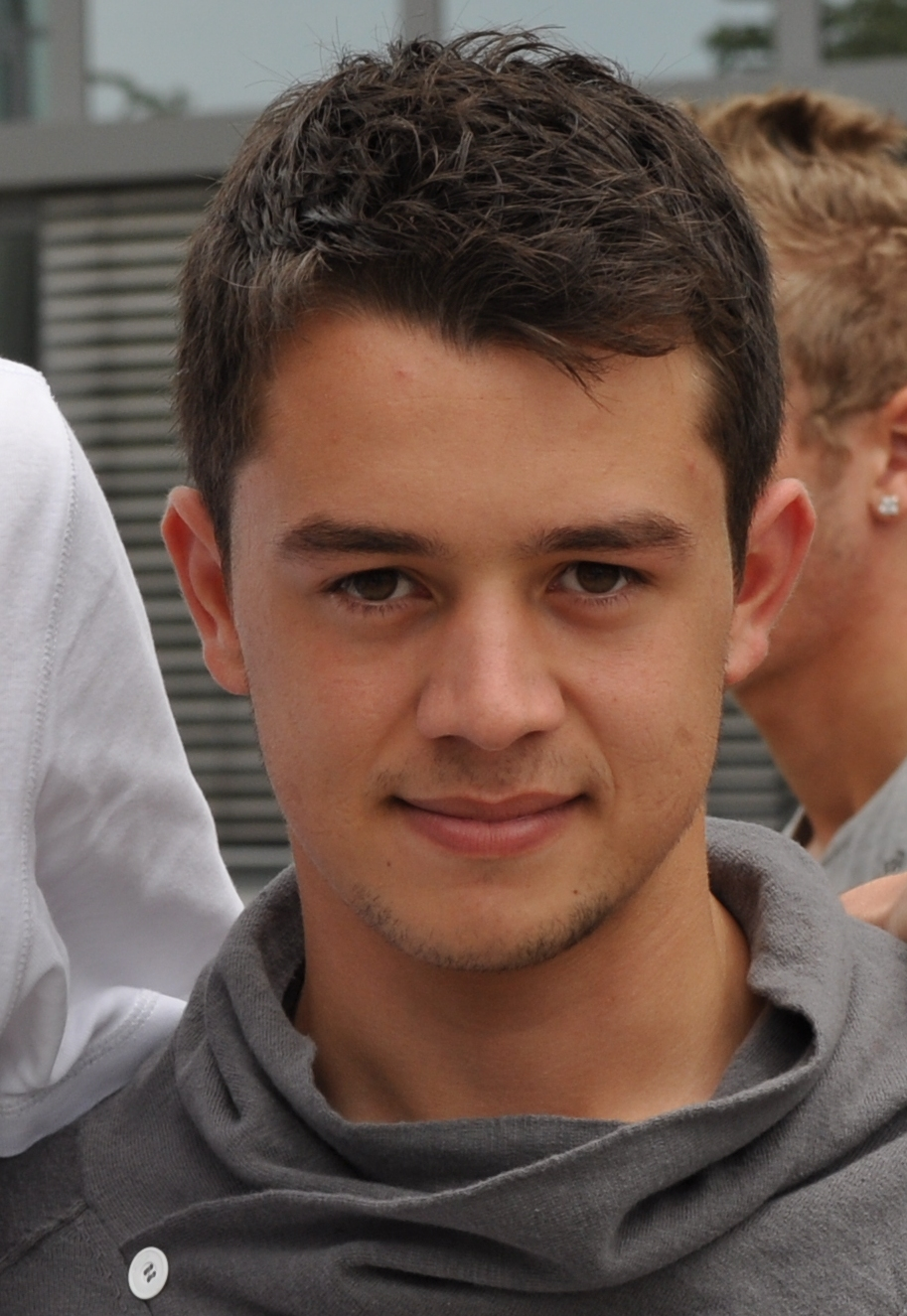
Younes bei Borussia Mönchengladbach (2012)

Gemeinsam mit seinem älteren Bruder Philipp begann Younes bei der SG Unterrath mit dem Fußballspielen. Am 1. Juli 2000 wechselten beide in die Jugendabteilung von Borussia Mönchengladbach. Hier durchlief er sämtliche Jugendteams und gehörte zum Kader der U17, die 2009 das Halbfinale der deutschen B-Junioren-Meisterschaft erreichte und dort am späteren Meister VfB Stuttgart scheiterte. Für die zweite Mannschaft der Borussia bestritt er am 12. Februar 2011, in der Startelf stehend, gegen den FC Schalke 04 II sein Debüt im Senioren-Fußball. Sein erstes Tor in der Regionalliga West erzielte er am 17. September 2011. Am 1. April 2012 absolvierte Younes seinen ersten Einsatz in der Bundesliga, als er im Auswärtsspiel gegen Hannover 96 (1:2) in der 84. Minute für Tony Jantschke eingewechselt wurde. Am 6. Dezember 2012 bestritt er sein Europapokal-Debüt am letzten Spieltag in der Gruppenphase der Europa League gegen Fenerbahçe Istanbul. Sieben Minuten nach seiner Einwechslung leitete er mit einem Dribbling den Treffer zum 3:0-Endstand ein. Am 24. Februar 2013 (23. Spieltag) gab er sein Debüt in der Startelf und erzielte beim 1:1 im Heimspiel gegen Borussia Dortmund sein erstes Bundesligator. Es folgten für Younes bis zum Saisonende neun weitere Einsätze in der Bundesliga sowie einer in der Europa League bei Lazio Rom. In der Saison 2013/14 stand er, sofern nicht verletzt, immer im Kader der Borussia. Insgesamt kam er 14-mal zum Einsatz, immer als Einwechselspieler.

#### 2014–2015: Leihspieler beim Zweitligisten Kaiserslautern
Aufgrund des Wunsches nach mehr Spielpraxis ließ die Borussia ihn bis zum Ende der Saison 2014/15 auf Leihbasis ohne Kaufoption in die 2. Bundesliga zum 1. FC Kaiserslautern wechseln. Für Kaiserslautern debütierte Younes am 24. August 2014 beim 2:1-Heimsieg über Eintracht Braunschweig als Einwechselspieler. Nach einem weiteren Kurzeinsatz fiel er mit einer Muskelverletzung für rund einen Monat aus. Nach der Verletzungspause absolvierte er zwei Spiele als Einwechselspieler, um am 28. Oktober 2014 beim 2:0-Heimsieg in der zweiten Runde des DFB-Pokals gegen den Ligakonkurrenten SpVgg Greuther Fürth erstmals für den 1. FC Kaiserslautern in der Startformation zu stehen. Der Einsatz in diesem Spiel war auch das erste Spiel seiner Karriere im DFB-Pokal. Bei der 0:2-Niederlage am 14. Dezember 2014 beim FC Ingolstadt 04 erhielt Younes die erste rote Karte seiner Karriere. Nach der Winterpause stellte Trainer Kosta Runjaic den Offensivspieler in der Rückrunde noch dreimal zu kurzen Einsätzen als Einwechselspieler auf, zudem kam er dreimal bei der zweiten Mannschaft in der Regionalliga Südwest über die volle Spielzeit zum Einsatz. Anschließend kehrte Younes vertragsgerecht im Sommer 2015 zunächst nach Mönchengladbach zurück.

#### 2015–2018: Wechsel ins Ausland und Durchbruch in Amsterdam
Im Laufe der Vorbereitung auf die Saison 2015/16 verließ Younes die Borussia Mitte Juli 2015 und wechselte in die niederländische Hauptstadt zum Eredivisie-Klub Ajax Amsterdam. Dort unterschrieb er einen Dreijahresvertrag. Die ersten Spiele in der Eredivisie sowie die Spiele um die Qualifikation zur Champions League und den darauf folgenden Play-offs zur Europa League verpasste er verletzungsbedingt. Über einige Einsätze für Jong Ajax, der zweiten Mannschaft von Ajax in der zweitklassigen Eersten Divisie, kämpfte er sich zurück in die Lizenzmannschaft und avancierte dort zum Stammspieler.
Sein Debüt für das Profi-Team von Ajax gab Younes am 17. September 2015 in der Europa League beim 2:2 gegen den schottischen Traditionsverein Celtic Glasgow. Am 23. September 2015 spielte er beim 2:0-Heimsieg über BV De Graafschap erstmals im KNVB-Pokal, dem niederländischen Vereinspokal. Drei Tage später lief er erstmals in der Eredivisie auf, als er mit seinem Team 2:0 gegen den FC Groningen gewann. Younes’ erstes Tor für Ajax erzielte er in seinem zweiten Eredivisie-Spiel gegen die PSV Eindhoven. In der Saison 2016/17 erreichte er mit seiner Mannschaft das Finale der Europa League und verlor dort gegen Manchester United. Im März 2018 verweigerte Younes im Spiel gegen den SC Heerenveen seine Einwechslung, weil er sie für unnötig hielt. Anschließend wurde er aus dem Kader gestrichen und bis zu seinem Vertragsende am Saisonende in die zweite Mannschaft versetzt, für die er in jener Spielzeit einmal zum Einsatz kam und Meister wurde.

#### 2018–2020: Nach Transferstreit in Neapel
Im Februar 2018 verkündete der italienische Erstligist SSC Neapel, dass Younes einen ab dem 1. Juli 2018 gültigen Vertrag unterzeichnet habe, der der Liga bereits vorgelegt worden sei. Dies dementierte er, woraufhin der Verein mit rechtlichen Schritten drohte, falls Younes seinen Vertrag zum 1. Juli 2018 nicht antreten würde. Später unterzeichnete Younes einen Vertrag beim VfL Wolfsburg, den der Verein im Mai 2018 aufgrund von Bedenken hinsichtlich Younes’ Vertragsstreits mit dem SSC Neapel jedoch wieder kündigte. Anfang Juli 2018 meldete die Serie A Younes als Neuzugang für die SSC Neapel. Anschließend absolvierte dieser, nachdem er sich Ende Juni 2018 eine Achillessehnenruptur zugezogen hatte, seine Reha im Verein. Im Dezember 2018 kam Younes erstmals in der Serie A zum Einsatz. Unter Cheftrainer Carlo Ancelotti folgten in der Saison 2018/19 zwölf weitere Einsätze, in denen er drei Tore erzielte. Im darauffolgenden Jahr führte für den Offensivakteur kein Weg an Hirving Lozano vorbei, der regelmäßig sowohl von Ancelotti als auch dessen Nachfolger Gennaro Gattuso berücksichtigt wurde. In wettbewerbsübergreifend elf überwiegend kurzen Einsätzen gelang Younes ein Treffer, im Frühjahr gewann er mit Napoli die Coppa Italia.

#### 2020–2022: Rückkehr in die Bundesliga
Anfang Oktober 2020 wurde Younes für zwei Jahre vom Bundesligisten Eintracht Frankfurt ausgeliehen, mit anschließender Kaufoption. Bei der Eintracht war Younes auf Anhieb Stammkraft und Schlüsselspieler und verhalf seiner Mannschaft, insbesondere nach einer Systemumstellung im Dezember 2020, nach der er gemeinsam mit Daichi Kamada im offensiven Mittelfeld hinter der einzigen Spitze André Silva auflief, sich im oberen Tabellendrittel festzusetzen. Am Saisonende belegte er mit der Eintracht den fünften Tabellenplatz und qualifizierte sich für die Europa League.
Bestrebungen des Leihvereins, Younes trotz seiner Leistungen noch vor Beginn der Saison 2021/22 gewinnbringend an den saudi-arabischen Erstligisten al-Shabab zu verkaufen, widersetzte sich der Spieler kurz vor Abschluss des Transfers. Zuvor hatte er dem Verein vergeblich neue Gehaltsforderungen unterbreitet und anschließend selbst auf einen Wechsel gedrängt. In der Folge boykottierte Younes das Mannschaftstraining der Frankfurter und wurde – bis auf eine Einwechslung im DFB-Pokal gegen Waldhof Mannheim – von Trainer Oliver Glasner Anfang September 2021 vom Trainings- und Spielbetrieb freigestellt. Im Januar 2022 scheiterte ein Wechsel zum türkischen Erstligisten Sivasspor. Mitte Januar 2022 wurde die Leihe schließlich offiziell beendet.

#### 2022: Wechsel nach Saudi-Arabien und Leihe nach Utrecht
Ende Januar 2022 gab der saudi-arabische Erstligist Al-Ettifaq die Verpflichtung von Younes bekannt. Sein Vertrag dort lief bis zum Jahr 2024. Am 31. August 2022 wechselte er auf Leihbasis nach Utrecht. Nach Ende der Leihe wurde sein Vertrag bei Al-Ettifaq aufgelöst.

#### 2024: Als Spieler zu Schalke 04
Nachdem der vereinslose Younes sich im Frühjahr 2024 bei der U23-Mannschaft des Zweitligisten FC Schalke 04 fit gehalten und auch bei den Profis mittrainiert hatte, schloss er mit dem Verein im Juni 2024 einen Profivertrag über zwei Jahre ab.

### Nationalmannschaft
Younes durchlief sämtliche Jugendmannschaften des Deutschen Fußball-Bundes. Insgesamt wurde er 45-mal für die deutschen Junioren-Nationalmannschaften eingesetzt und erzielte 10 Tore. Für die U21 lief Younes 18-mal auf und erzielte dabei 3 Tore. Bei der U21-Europameisterschaft 2015 in Tschechien avancierte er unter U21-Trainer Horst Hrubesch zum Stammspieler. Im Gruppenspiel gegen Dänemark wurde er zum Spieler des Spiels gewählt.
Im Mai 2017 wurde Younes von Bundestrainer Joachim Löw erstmals in den Kader der deutschen A-Nationalmannschaft für den FIFA-Konföderationen-Pokal 2017 in Russland nominiert. Sein A-Länderspieldebüt gab er am 6. Juni 2017 in Brøndby beim 1:1 im Testspiel gegen Dänemark. Er war damit der erste Eredivisie-Spieler in der deutschen A-Nationalmannschaft. In seinem zweiten Spiel, dem WM-Qualifikationsspiel gegen San Marino in Nürnberg (7:0) am 10. Juni 2017, erzielte er sein erstes Länderspieltor mit dem Treffer zum 4:0. Im Halbfinalspiel des Konföderationen-Pokals gegen Mexiko erzielte Younes als Einwechselspieler den Treffer zum 4:1-Endstand. Im Turnier kam er zweimal zum Einsatz und gewann mit seinem Team durch einen 1:0-Finalsieg gegen Chile den Titel. Im Oktober 2017 absolvierte Younes beim 5:1-Sieg im WM-Qualifikationsspiel gegen Aserbaidschan sein fünftes Länderspiel, wurde im Anschluss jedoch nicht mehr berücksichtigt. Erst im März 2021 nominierte ihn Löw nach starken Leistungen für Eintracht Frankfurt wieder für die A-Auswahl und Younes absolvierte gegen Island, Rumänien und Nordmazedonien drei weitere Kurzeinsätze im Nationaltrikot. Für die anschließende Europameisterschaft 2021 wurde der Offensivakteur jedoch nicht berufen.

## Erfolge
Ajax Amsterdam
- Europa-League-Finalist: 2017
- Meister der Eersten Divisie: 2018 (Jong Ajax)

SSC Neapel
- Italienischer Pokalsieger: 2020

Nationalmannschaft
- FIFA-Konföderationen-Pokalsieger: 2017

## Persönliches
Younes wurde als Sohn eines früheren libanesischen Fußballspielers und einer deutschen Mutter in Düsseldorf geboren und besitzt beide Staatsbürgerschaften. Er wuchs in unmittelbarer Nachbarschaft zu einem Sportplatz im Stadtteil Unterrath im Norden der Stadt auf.
Younes engagiert sich für die Jugendkampagne iCHANCE – Besser lesen, besser schreiben! des Bundesverbandes Alphabetisierung und Grundbildung und macht darauf aufmerksam, dass mehr als 7 Millionen Erwachsene in Deutschland nicht richtig lesen und schreiben können.
Im Oktober 2015 gab sein Heimatverein SG Unterrath bekannt, dass sich Younes für den regionalen sowie internationalen Jugendfußball einsetzt, indem er das internationale Jugendturnier seines früheren Vereins an Ostern 2016 mit Top-Teams aus In- und Ausland als Schirmherr vertritt.
Im Februar 2021 sorgte Younes mit einer Geste für deutschlandweite Schlagzeilen. Nachdem er im Bundesligaspiel gegen den FC Bayern München ein Tor für Eintracht Frankfurt erzielt hatte, hielt er beim Jubeln ein T-Shirt zum Gedenken an die Opfer des rechtsextremen Anschlags in Hanau 2020 hoch. Einen Tag nach der großen Gedenkfeier sagte er dazu: „Wir dürfen das einfach nicht vergessen.“